# Паула Шер
Паула Шер (англ. Paula Scher) — американська графічна дизайнерка.

## Біографія
Народилася 6 жовтня 1948 року у Вашингтоні США. Здобула ступінь бакалавра образотворчих мистецтв у Тайлерській школі мистецтв у 1970 р.
Переїхала у Нью-Йорк, де почала працювати у дитячому відділі видавництва Random House. У 1972 році наймається у CBS Records (тепер Sony Music Entertainment). Згодом стає арт директором Atlantic Records. Повертається у CBS Records, де очолює відділ дизайну обкладинок дисків. За вісім років роботи створила близько 150 обкладинок, серед яких культові Boston (Boston), Ерік Гейл (Ginseng Woman), Леонард Бернстайн (Poulenc Stravinsky), Bob James (H), Bob James та Earl Klugh (One on One), Roger Dean та David Howells (The Ultimate Album Cover Album), Jean-Pierre Rampal та Lily Laskin (Sakura: Japanese Melodies for Flute and Harp). Її обкладинки отримали 4 нагороди Греммі. В роботах відзначилася поверненням історичних шрифтів у сучасний дизайн.
У 1982 році починає працювати на себе. Створює шрифти змішуючи стилі конструктивізму та Ар деко. У 1984 році разом зі своїм однокурсником засновує студію Koppel & Scher, що займається айдентикою та дизайном поліграфічної продукції. Відомим став постер для компанії Swatch, що був копією швейцарського плакату 1934 року.
У 1991 році після розпаду Koppel & Scher стає директором відомої студії Pentagram.

## Відомі роботи
Шер відома насамперед креативними обкладинками для дисків, у яких вона застосувала новий спосіб використання шрифтів.
Розробила фірмовий стиль та креативну лінійку плакатів для громадського театру (The Public Theater), у яких експериментувала з шрифтами та стилем графіті. Вважають, що її плакати привернули увагу до театру широку аудиторію тих, хто раніше не цікавився ним.
Створила фірмовий стиль для Метрополітен-опера, Музею сучасного мистецтва у Нью-Йорці
Розробила логотип Windows 8, у якому повернулася до концепції «вікон». Під час розробки вона запитала представників Microsoft — «Ваш продукт називається Вікна. Чому у вас прапор на логотипі?»
Створила відомі логотипи для Tiffany & Co. та Citibank.
Роботи Шер виставляються у постійній експозиції Національного музею дизайну Купер—Г'юїт, Музею сучасного мистецтва у Нью-Йорці, Бібліотеці Конгресу, Денверського художнього музею, Центрі Жоржа Помпіду, Музей дизайну в Цюриху та інших відомих закладах.

## Галерея

Лого Tiffany & Co.
Лого Citibank
Лого Windows 8